# Stanisława Prządka

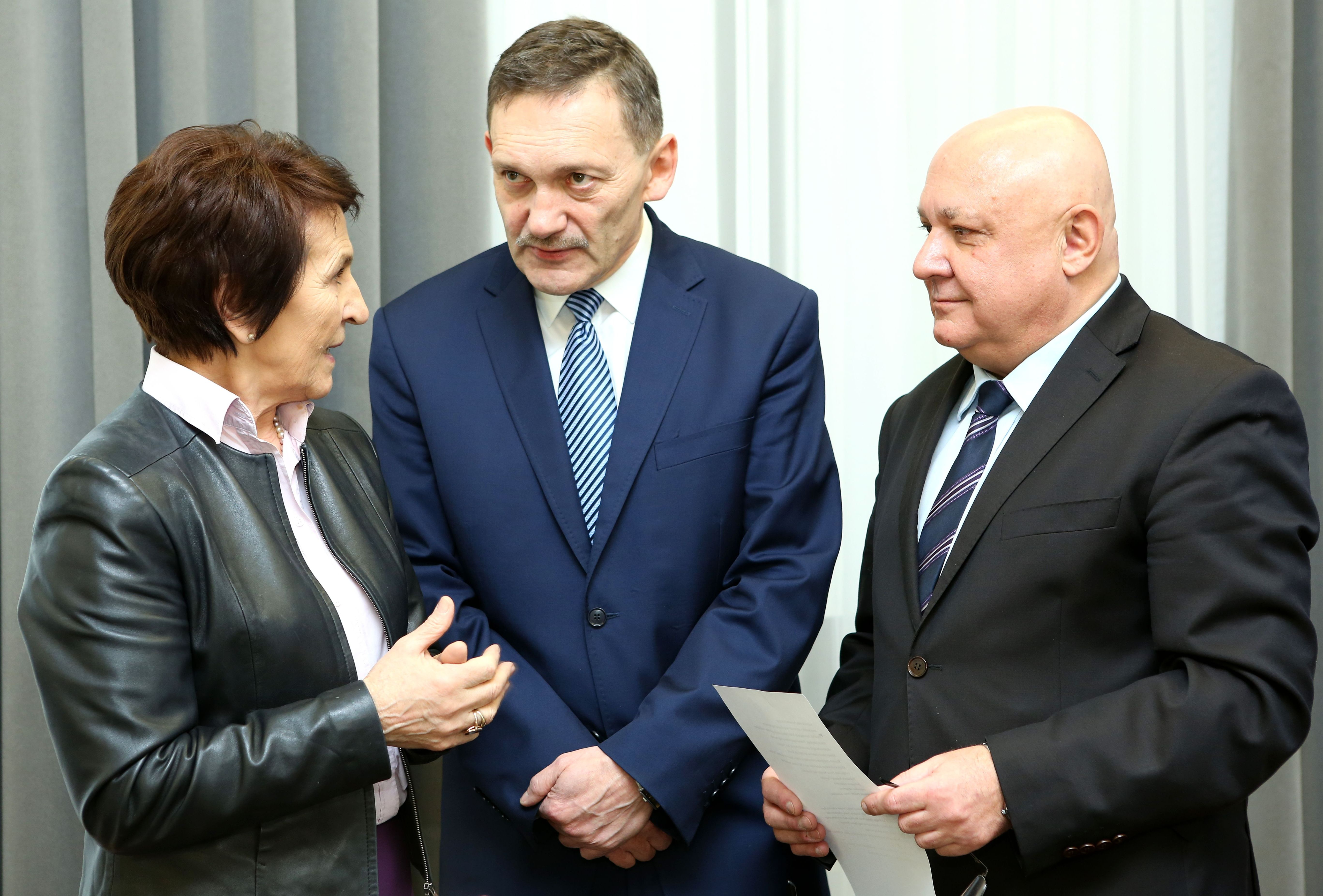
Stanisława Prządka mit Edward Zalewski und Piotr Zientarski.

Stanisława Alicja Prządka (* 6. Mai 1943 in Karczmiska) ist eine polnische Politikerin (SLD), Juristin und war von 2001 bis 2015 Abgeordnete des Sejm in der IV., V. und VI. und VII. Wahlperiode.

## Leben und Beruf
Prządka beendete 1974 ihr Jurastudium an der Fakultät für Rechtswissenschaften und Verwaltung der Universität Warschau. Sie lehrte Musik in einer Grundschule, danach war sie von 1975 bis 1980 Sekretärin der Stadtverwaltung von Garwolin und von 1980 bis 1990 Leiterin der Stadtverwaltung. Von 1990 bis 2001 leitete sie die lokale Filiale der Bank PKO BP.
Ihre Nichte Monika Pawłowska gehört ebenfalls dem Sejm an.

## Politik
In den Parlamentswahlen zum Sejm 2001 und 2005 wurde Prządka über die Liste des Sojusz Lewicy Demokratycznej (Bund der Demokratischen Linken – SLD) für den Wahlkreis Siedlce zur Abgeordneten des Sejm gewählt. Bei der Parlamentswahl 2007 errang sie mit 12.099 Stimmen über die Liste der Lewica i Demokraci (Linke und Demokraten – LiD) erneut ein Abgeordnetenmandat. Sie war Mitglied der Sejm-Kommissionen für EU-Angelegenheiten sowie Verwaltung und Inneres. Ab dem 22. April 2008 war sie Mitglied der neu gegründeten Fraktion Lewica. Auch bei der Parlamentswahl 2011 wurde sie wiedergewählt. Da sie 2015 nicht erneut kandidierte, schied sie aus dem Sejm aus.